# Connecticut Open
El Torneig de New Haven, conegut oficialment com a Connecticut Open, és un torneig de tennis professional que es disputa anualment sobre pista dura al Connecticut Tennis Center dins el campus de la Universitat Yale, a New Haven, Connecticut, Estats Units. Pertany als Premier Tournaments del circuit WTA femení. Actualment es disputa al mes d'agost just abans del US Open.

## Història
El torneig es va crear l'any 1948 amb el nom de U.S. Women's Hardcourt Championships només per la categoria femenina a Sacramento, Califòrnia. Durant els primers vint anys es va desplaçar per diverses localitats dels Estats Units com San Francisco, Berkeley, Salt Lake City, Seattle, La Jolla i Denver. Amb la instauració de l'Era Open el 1968, el torneig va desaparèixer del calendari professional fins a l'any 1988, quan la United States Tennis Association va decidir reinstaurar el torneig. La primera edició es va celebrar a San Antonio (Texas) dins la categoria de Tier IV. Ràpidament va augmentar de categoria i es va traslladar a Stratton Mountain. Per conflictes de calendari amb la celebració dels Jocs Olímpics de 1996 a Atlanta, les edicions de 1995 i 1996 es van cancel·lar. El 1997 va retornar ja dins la categoria Tier II a Stone Mountain i la següent edició ja es va celebrar a l'emplaçament actual de New Haven.
A New Haven va coincidir amb el torneig masculí Pilot Pen International que se celebrava en aquesta ciutat des de 1990. El 1999 es va cancel·lar el torneig masculí però el 2005, la USTA va decidir adquirir els drets del torneig masculí de Long Island per traslladar-lo a New Haven i celebrar l'esdeveniment de forma conjunta. Amb el nom de «Pilot Pen Tennis», el torneig es va disputar en ambdues categories en el recinte Cullman-Heyman Tennis Center de New Haven fins a l'any 2010. El 2011, el torneig va declinar organitzar la competició masculina i centrar-se únicament en el circuit femení amb el nom New Haven Open i es va traslladar la seu al campus de la Universitat Yale, prop de New Haven. La competició masculina es va desplaçar al torneig de Winston-Salem Open. En l'edició de 2014 va canviar pel nom actual de Connecticut Open.

## Palmarès

### Individual masculí
| Localització        | Any  | Campió                  | Finalista          | Resultat         |
| ------------------- | ---- | ----------------------- | ------------------ | ---------------- |
| New Haven           | 2010 | Serhí Stakhovski        | Denis Istomin      | 3−6, 6−3, 6−4    |
| New Haven           | 2009 | Fernando Verdasco       | Sam Querrey        | 6−4, 7−6(6)      |
| New Haven           | 2008 | Marin Čilić             | Mardy Fish         | 6−4, 4−6, 6−2    |
| New Haven           | 2007 | James Blake             | Mardy Fish         | 7−5, 6−4         |
| New Haven           | 2006 | Nikolai Davidenko       | Agustín Calleri    | 6−4, 6−3         |
| New Haven           | 2005 | James Blake             | Feliciano López    | 3−6, 7−5, 6−1    |
| Long Island         | 2004 | Lleyton Hewitt          | Luis Horna         | 6−3, 6−1         |
| Long Island         | 2003 | Paradorn Srichaphan (2) | James Blake        | 6−2, 6−4         |
| Long Island         | 2002 | Paradorn Srichaphan     | Juan Ignacio Chela | 5−7, 6−2, 6−2    |
| Long Island         | 2001 | Tommy Haas              | Pete Sampras       | 6−3, 3−6, 6−2    |
| Long Island         | 2000 | Magnus Norman (2)       | Thomas Enqvist     | 6−3, 5−7, 7−5    |
| Long Island         | 1999 | Magnus Norman           | Àlex Corretja      | 7−6(4), 4−6, 6−3 |
| Long Island         | 1998 | Patrick Rafter          | Félix Mantilla     | 7−6(3), 6−2      |
| Long Island         | 1997 | Carles Moyà             | Patrick Rafter     | 6−4, 7−6(1)      |
| Long Island         | 1996 | Andrí Medvèdev          | Martin Damm        | 7−5, 6−3         |
| Long Island         | 1995 | Ievgueni Kàfelnikov (2) | Jan Siemerink      | 7−6(0), 6−2      |
| Long Island         | 1994 | Ievgueni Kàfelnikov     | Cédric Pioline     | 5−7, 6−1, 6−2    |
| Long Island         | 1993 | Marc Rosset             | Michael Chang      | 6−4, 3−6, 6−1    |
| Long Island         | 1992 | Petr Korda              | Ivan Lendl         | 6−2, 6−2         |
| Long Island         | 1991 | Ivan Lendl (5)          | Stefan Edberg      | 6−3, 6−2         |
| Long Island         | 1990 | Stefan Edberg           | Goran Ivanišević   | 7−6, 6−3         |
| Jericho (exhibició) | 1989 | Ivan Lendl              | Mikael Pernfors    | 4−6, 6−2, 6−4    |
| Jericho (exhibició) | 1988 | Andre Agassi            | Yannick Noah       | 6−3, 0−6, 6−4    |
| Jericho (exhibició) | 1987 | Jonas Svensson          | David Pate         | 7−6, 3−6, 6−3    |
| Jericho (exhibició) | 1986 | Ivan Lendl              | John McEnroe       | 6−2, 6−4         |
| Jericho (exhibició) | 1985 | Ivan Lendl              | Jimmy Connors      | 6−1, 6−3         |
| Jericho (exhibició) | 1984 | Ivan Lendl              | Andrés Gómez       | 6−2, 6−4         |
| Jericho (exhibició) | 1983 | Gene Mayer (2)          | Heinz Gunthardt    | 6−7(9), 6−4, 6−0 |
| Jericho (exhibició) | 1982 | Gene Mayer              | Johan Kriek        | 6−2, 6−3         |
| Jericho (exhibició) | 1981 | Brian Teacher           | Yannick Noah       | 4−6, 6−3, 6−4    |

### Individual femení
| Localització      | Any         | Campiona                  | Finalista                 | Resultat           |
| ----------------- | ----------- | ------------------------- | ------------------------- | ------------------ |
| New Haven         | 2018        | Arina Sabalenka           | Carla Suárez Navarro      | 6−1, 6−4           |
| New Haven         | 2017        | Daria Gavrilova           | Dominika Cibulková        | 4−6, 6−3, 6−4      |
| New Haven         | 2016        | Agnieszka Radwańska       | Elina Svitolina           | 6−1, 7−6(3)        |
| New Haven         | 2015        | Petra Kvitová (3)         | Lucie Šafářová            | 6−7(6), 6−2, 6−2   |
| New Haven         | 2014        | Petra Kvitová             | Magdaléna Rybáriková      | 6−4, 6−2           |
| New Haven         | 2013        | Simona Halep              | Petra Kvitová             | 6−2, 6−2           |
| New Haven         | 2012        | Petra Kvitová             | Maria Kirilenko           | 7−6(9), 7−5        |
| New Haven         | 2011        | Caroline Wozniacki (4)    | Petra Cetkovská           | 6−4, 6−1           |
| New Haven         | 2010        | Caroline Wozniacki        | Nàdia Petrova             | 6−3, 3−6, 6−3      |
| New Haven         | 2009        | Caroline Wozniacki        | Ielena Vesninà            | 6−2, 6−4           |
| New Haven         | 2008        | Caroline Wozniacki        | Anna Txakvetadze          | 3−6, 6−4, 6−1      |
| New Haven         | 2007        | Svetlana Kuznetsova       | Ágnes Szávay              | 4−6, 3−0, retirada |
| New Haven         | 2006        | Justine Henin             | Lindsay Davenport         | 6−0, 1−0, retirada |
| New Haven         | 2005        | Lindsay Davenport (2)     | Amélie Mauresmo           | 6−4, 6−4           |
| New Haven         | 2004        | Ielena Bovina             | Nathalie Dechy            | 6−2, 2−6, 7−5      |
| New Haven         | 2003        | Jennifer Capriati         | Lindsay Davenport         | 6−2, 4−0, retirada |
| New Haven         | 2002        | Venus Williams (4)        | Lindsay Davenport         | 7−5, 6−0           |
| New Haven         | 2001        | Venus Williams            | Lindsay Davenport         | 7−6(6), 6−4        |
| New Haven         | 2000        | Venus Williams            | Monica Seles              | 6−2, 6−4           |
| New Haven         | 1999        | Venus Williams            | Lindsay Davenport         | 6−2, 7−5           |
| New Haven         | 1998        | Steffi Graf (4)           | Jana Novotná              | 6−4, 6−1           |
| Stone Mountain    | 1997        | Lindsay Davenport         | Sandrine Testud           | 6−4, 6−1           |
|                   | 1996        | No celebrat               | No celebrat               | No celebrat        |
| 1995              |             | No celebrat               | No celebrat               | No celebrat        |
| Stratton Mountain | 1994        | Conchita Martínez (2)     | Arantxa Sánchez Vicario   | 4−6, 6−3, 6−4      |
| Stratton Mountain | 1993        | Conchita Martínez         | Zina Garrison             | 6−3, 6−2           |
| San Antonio       | 1992        | Martina Navrátilová       | Nathalie Tauziat          | 6−2, 6−1           |
| San Antonio       | 1991        | Steffi Graf               | Monica Seles              | 6−4, 6−3           |
| San Antonio       | 1990        | Monica Seles              | Manuela Maleeva-Fragniere | 6−4, 6−3           |
| San Antonio       | 1989        | Steffi Graf               | Ann Henricksson           | 6−1, 6−4           |
| San Antonio       | 1988        | Steffi Graf               | Katerina Maleeva          | 6−4, 6−1           |
|                   | 1987 - 1970 | No disputat               | No disputat               | No disputat        |
| Sacramento        | 1969        | Eliza Godwin              |                           |                    |
| La Jolla          | 1968        | Maryna Godwin             |                           |                    |
| Sacramento        | 1967        | Jane Bartkowicz           |                           |                    |
| La Jolla          | 1966        | Billie Jean King          | Patti Hogan Fordyce       | 7−5, 6−0           |
| Sacramento        | 1965        | Rosemary Casals           |                           |                    |
| Sacramento        | 1964        | Kathy Harter              |                           |                    |
| La Jolla          | 1963        | Darlene Hard              |                           |                    |
| Seattle           | 1962        | Carol Hanks Aucamp        |                           |                    |
| La Jolla          | 1961        | Nancy Richey              |                           |                    |
| La Jolla          | 1960        | Katherine D. Chabot       |                           |                    |
| Denver            | 1959        | Sandra Reynolds Price     |                           |                    |
| La Jolla          | 1958        | Beverly Baker Fleitz (2)  |                           |                    |
| La Jolla          | 1957        | Beverly Baker Fleitz      |                           |                    |
| La Jolla          | 1956        | Nancy Chaffee Kiner       |                           |                    |
| La Jolla          | 1955        | Miriam Arnold             |                           |                    |
| Salt Like City    | 1954        | Beverly Baker Fleitz      |                           |                    |
| Salt Like City    | 1953        | Anita Kanter              |                           |                    |
| Seattle           | 1952        | Mary Arnold Prentiss      |                           |                    |
| Salt Lake City    | 1951        | Patricia Canning Todd (2) |                           |                    |
| Berkeley          | 1950*       | Patricia Canning Todd     | Magda Rurac               | 6−2, 6−1           |
| San Francisco     | 1949*       | Doris Hart                | Dorothy Head Knode        | 6−3, 6−4           |
| San Francisco     | 1948*       | Gertrude Moran            | Virginia Wolfenden Kovacs | 2−6, 6−1, 6−2      |

- Durant els anys 1948-1950, el U.S. Women's Hardcourt Championships estava combinat amb el Pacific Coast Championships.

### Dobles masculins
| Any  | Campions                           | Finalistes                           | Resultat      |
| ---- | ---------------------------------- | ------------------------------------ | ------------- |
| 2010 | Robert Lindstedt Horia Tecau       | Rohan Bopanna Aisam-ul-Haq Qureshi   | 6−4, 7−5      |
| 2009 | Julian Knowle Jürgen Melzer        | Bruno Soares Kevin Ullyett           | 6−4, 7−6(3)   |
| 2008 | Marcelo Melo André Sá              | Mahesh Bhupathi Mark Knowles         | 7−5, 6−2      |
| 2007 | Mahesh Bhupathi Nenad Zimonjić     | Mariusz Fyrstenberg Marcin Matkowski | 6−3, 6−3      |
| 2006 | Jonathan Erlich Andy Ram           | Mariusz Fyrstenberg Marcin Matkowski | 6−3, 6−3      |
| 2005 | Gastón Etlis Martín Rodríguez      | Rajeev Ram Bobby Reynolds            | 6−4, 6−3      |
| 2004 | Antony Dupuis Michaël Llodra       | Yves Allegro Michael Kohlmann        | 6−2, 6−4      |
| 2003 | Robbie Koenig Martín Rodríguez     | Martin Damm Cyril Suk                | 6−3, 7−6      |
| 2002 | Mahesh Bhupathi Mike Bryan         | Petr Pála Pavel Vízner               | 6−3, 6−4      |
| 2001 | Jonathan Stark Kevin Ullyett (2)   | Leoš Friedl Radek Štěpánek           | 6−1, 6−4      |
| 2000 | Jonathan Stark Kevin Ullyett       | Jan-Michael Gambill Scott Humphries  | 6−4, 6−4      |
| 1999 | Olivier Delaître Fabrice Santoro   | Jan-Michael Gambill Scott Humphries  | 7−5, 6−4      |
| 1998 | Julian Alonso Javier Sánchez       | Brandon Coupe Dave Randall           | 6−4, 6−4      |
| 1997 | Marcos Ondruska David Prinosil     | Mark Keil T.J. Middleton             | 6−4, 6−4      |
| 1996 | Luke Jensen Murphy Jensen          | Hendrik Dreekmann Aleksandr Vólkov   | 6−3, 7−6      |
| 1995 | Cyril Suk Daniel Vacek             | Rick Leach Scott Melville            | 5−7, 7−6, 7−6 |
| 1994 | Olivier Delaître Guy Forget        | Andrew Florent Mark Petchey          | 6−4, 7−6      |
| 1993 | Marc-Kevin Goellner David Prinosil | Arnaud Boetsch Olivier Delaître      | 6−7, 7−5, 6−2 |
| 1992 | Francisco Montana Greg Van Emburgh | Gianluca Pozzi Olli Rahnasto         | 6−4, 6−2      |
| 1991 | Eric Jelen Carl-Uwe Steeb          | Doug Flach Diego Nargiso             | 0−6, 6−4, 7−6 |
| 1990 | Guy Forget Jakob Hlasek            | Udo Riglewski Michael Stich          | 2−6, 6−3, 6−4 |

### Dobles femenins
| Any  | Campiones                                    | Finalistes                                 | Resultat            |
| ---- | -------------------------------------------- | ------------------------------------------ | ------------------- |
| 2018 | Andrea Sestini Hlaváčková Barbora Strýcová   | Hsieh Su-wei Laura Siegemund               | 6−4, 6−7(7), [10−4] |
| 2017 | Gabriela Dabrowski Xu Yifan                  | Ashleigh Barty Casey Dellacqua             | 3−6, 6−3, [10−8]    |
| 2016 | Sania Mirza Monica Niculescu                 | Katerina Bondarenko Chuang Chia-jung       | 7−5, 6−4            |
| 2015 | Julia Görges Lucie Hradecká                  | Chuang Chia-jung Liang Chen                | 6−3, 6−1            |
| 2014 | Andreja Klepač Sílvia Soler Espinosa         | Marina Erakovic Arantxa Parra Santonja     | 7−5, 4−6, [10−7]    |
| 2013 | Sania Mirza Zheng Jie                        | Anabel Medina Garrigues Katarina Srebotnik | 6−3, 6−4            |
| 2012 | Liezel Huber Lisa Raymond                    | Andrea Hlaváčková Lucie Hradecká           | 4−6, 6−0, [10−4]    |
| 2011 | Chuang Chia-jung Olga Govortsova             | Sara Errani Roberta Vinci                  | 7−5, 6−2            |
| 2010 | Květa Peschke Katarina Srebotnik             | Bethanie Mattek-Sands Meghann Shaughnessy  | 7−5, 6−0            |
| 2009 | Núria Llagostera Vives M.J. Martínez Sánchez | Iveta Benešová Lucie Hradecká              | 6−2, 7−5            |
| 2008 | Květa Peschke Lisa Raymond                   | Sorana Cîrstea Monica Niculescu            | 4−6, 7−5, [10−7]    |
| 2007 | Sania Mirza Mara Santangelo                  | Cara Black Liezel Huber                    | 6−1, 6−2            |
| 2006 | Yan Zi Zheng Jie                             | Lisa Raymond Samantha Stosur               | 6−4, 6−2            |
| 2005 | Lisa Raymond Samantha Stosur                 | Gisela Dulko Maria Kirilenko               | 6−2, 6−7(1), 6−1    |
| 2004 | Nàdia Petrova Meghann Shaughnessy            | Martina Navrátilová Lisa Raymond           | 6−1, 1−6, 7−6(4)    |
| 2003 | Virginia Ruano Pascual Paola Suárez          | Alicia Molik Magüi Serna                   | 7−6(6), 6−3         |
| 2002 | Daniela Hantuchová Arantxa Sánchez Vicario   | Tathiana Garbin Janette Husárová           | 7−6, 1−6, 7−5       |
| 2001 | Cara Black Ielena Likhovtseva                | Jelena Dokić Nàdia Petrova                 | 6−0, 3−6, 6−2       |
| 2000 | Julie Halard-Decugis Ai Sugiyama             | Virginia Ruano Pascual Paola Suárez        | 6−4, 5−7, 6−2       |
| 1999 | Lisa Raymond Rennae Stubbs                   | Ielena Likhovtseva Jana Novotná            | 7−6(1), 6−2         |
| 1998 | Alexandra Fusai Nathalie Tauziat             | Mariaan de Swardt Jana Novotná             | 6−1, 6−0            |
| 1997 | Nicole Arendt Manon Bollegraf                | Alexandra Fusai Nathalie Tauziat           | 6−7(5), 6−3, 6−2    |
| 1996 | No disputat                                  | No disputat                                | No disputat         |
| 1995 | No disputat                                  | No disputat                                | No disputat         |
| 1994 | Elizabeth Sayers-Smylie Pam Shriver          | Conchita Martínez Arantxa Sánchez Vicario  | 7−6(4), 2−6, 7−5    |
| 1993 | Elizabeth Sayers-Smylie Helena Suková        | Manuela Maleeva-Fragniere Mercedes Paz     | 6−1, 6−2            |
| 1992 | Martina Navrátilová Pam Shriver              | Patty Fendick Andrea Strnadová             | 3−6, 6−2, 7−6(4)    |
| 1991 | Patty Fendick Monica Seles                   | Jill Hetherington Kathy Rinaldi            | 7−6(2), 6−2         |
| 1990 | Kathy Jordan Elizabeth Sayers-Smylie         | Gigi Fernández Robin White                 | 7−5, 7−5            |
| 1989 | Katrina Adams Pam Shriver                    | Patty Fendick Jill Hetherington            | 3−6, 6−1, 6−4       |
| 1988 | Lori McNeil Helena Suková                    | Rosalyn Fairbank Gretchen Rush-Magers      | 6−3, 6−7(5), 6−2    |